# Porosz T 0 sorozat
A Preußische T 0 típus a Porosz államvasutak kis omnibusz- vagy poggyászteres, egy hajtott tengelyes gőzmozdonya volt. Ezt a gépet August von Borries a Hannoveri Vasút-igazgatósággal együtt fejlesztette ki helyiérdekű forgalomra.

## Omnibuszmozdony csomagtérrel
1880-ban a Porosz Államvasutak hannoveri igazgatósága négy 1A  tengelyelrendezésű kis poggyászteres, szertartályos mozdonyt rendelt a schichaui mozdonygyártól. Ezek közül kettő hagyományos ikerhengeres elrendezésű volt, a másik kettő August von Borries által Poroszországban először alkalmazott kompaund rendszerű, mely kétszeresen használta ki a gőz expanzióját. A mozdonyokat poggyászteres mozdonyokként tervezték, hogy a poggyászkocsit megspórolják, de a kis befogadóképesség miatt nem volt praktikus. Mind a négy mozdony mellékvonali szolgálatban volt Hannover körzetében. Ezek bizonyították, hogy a kompaund mozdonyok szénfelhasználása lényegesen gazdaságosabb.
A mozdonyokat 1897–1900 között selejtezték és eladták.

## T 0 csomagtér nélkül
Az első omnibusz mozdonyok továbbfejlesztéseként a Henschel 1883-ban további tíz mozdonyt épített ebből a kompaund típusból, de ezeket már csomagtér nélkül rendelte a Porosz Államvasutak hannoveri igazgatósága. A járművek Hannover és Northeim körzetében szolgáltak. 1906-ban T 0 Hannover 6001–6008 és Cassel 6001, 6002 pályaszámokat kaptak.
A T 0-t poggyásztér nélkül 1922-ben selejtezték. Egy példány ma még a berlini Deutschen Technikmuseumban, mint Hannover 1907 látható.

## Fordítás
- Ez a szócikk részben vagy egészben  a   Preußische T 0 című német Wikipédia-szócikk ezen változatának fordításán alapul.  Az eredeti cikk szerkesztőit annak laptörténete sorolja fel. Ez a jelzés csupán a megfogalmazás eredetét és a szerzői jogokat jelzi, nem szolgál a cikkben szereplő információk forrásmegjelöléseként.